# Billie Jean King Cup 2023 eindtoernooi Wereldgroep
Het Billie Jean King Cup 2023 Wereldgroep-eindtoernooi was de laatste stap van de Billie Jean King Cup 2023. De wedstrijden vonden plaats van dinsdag 7 tot en met zondag 12 november 2023 in het Estadio de La Cartuja in Sevilla.
Titelverdediger Zwitserland kwam niet voorbij de groepsfase – zij verloren hun beide landenontmoetingen, met Tsjechië en de Verenigde Staten.
Het Canadese team won de beker. In de finale versloegen zij de Italiaanse dames met 2–0. Zij incasseerden US$ 2.400.000 prijzengeld op dit toernooi.

## Deelnemers
Twaalf landen namen deel aan het eindtoernooi, verdeeld over vier groepen:

### Groep A
| land             | speelsters                                                                             |
| ---------------- | -------------------------------------------------------------------------------------- |
| Tsjechië         | Marie Bouzková Barbora Krejčíková Linda Nosková Kateřina Siniaková Markéta Vondroušová |
| Verenigde Staten | Danielle Collins Sofia Kenin Peyton Stearns Sloane Stephens Taylor Townsend            |
| Zwitserland      | Belinda Bencic Viktorija Golubic Céline Naef Jil Teichmann Simona Waltert              |

### Groep B
| land       | speelsters                                                                                 |
| ---------- | ------------------------------------------------------------------------------------------ |
| Australië  | Kimberly Birrell Storm Hunter Ellen Perez Daria Saville Ajla Tomljanović                   |
| Kazachstan | Anna Danilina Zjibek Koelambajeva Joelija Poetintseva Jelena Rybakina Aroezjan Sagandikova |
| Slovenië   | Veronika Erjavec Kaja Juvan Ela Nala Milić Nina Potočnik Tamara Zidanšek                   |

### Groep C
| land   | speelsters                                                                            |
| ------ | ------------------------------------------------------------------------------------- |
| Canada | Eugenie Bouchard Gabriela Dabrowski Leylah Fernandez Rebecca Marino Marina Stakusic   |
| Polen  | Weronika Falkowska Magdalena Fręch Katarzyna Kawa Martyna Kubka Magda Linette         |
| Spanje | Paula Badosa Marina Bassols Ribera Cristina Bucșa Rebeka Masarova Sara Sorribes Tormo |

### Groep D
| land      | speelsters                                                                                 |
| --------- | ------------------------------------------------------------------------------------------ |
| Duitsland | Anna-Lena Friedsam Eva Lys Tatjana Maria Jule Niemeier Laura Siegemund                     |
| Frankrijk | Clara Burel Alizé Cornet Caroline Garcia Varvara Gracheva Kristina Mladenovic              |
| Italië    | Lucia Bronzetti Elisabetta Cocciaretto Jasmine Paolini Lucrezia Stefanini Martina Trevisan |

| Prijzengeld (per team) \| Resultaat \| Prijzengeld \| \| ------------ \| ----------- \| \| kampioen \| $ 2.400.000 \| \| finalist \| $ 1.440.000 \| \| halve finale \| $ 960.000 \| \| groepsfase \| $ 480.000 \| Bron: |             |
| Resultaat | Prijzengeld |
| kampioen | $ 2.400.000 |
| finalist | $ 1.440.000 |
| halve finale | $ 960.000   |
| groepsfase | $ 480.000   |

## Spelregels
Bron: 
- Het toernooi bestond uit achtereenvolgens de groepsfase en de eliminatiefase.
- In de groepsfase speelde ieder land tegen de twee andere landen van zijn groep.
- Iedere landenontmoeting (wedstrijd) bestond uit maximaal drie partijen (rubbers), twee in het enkelspel en één in het dubbelspel.
- De vier groepswinnaars gingen naar de eliminatiefase, die bestond uit halve finales en een finale.

## Toernooischema

### Groepsfase

#### Groep A
Resultaten
| datum      | landenwedstrijd  | landenwedstrijd | landenwedstrijd  | score |
| ---------- | ---------------- | --------------- | ---------------- | ----- |
| 2023-11-07 | Tsjechië         | –               | Zwitserland      | 3–0   |
| 2023-11-09 | Verenigde Staten | –               | Zwitserland      | 3–0   |
| 2023-11-10 | Tsjechië         | –               | Verenigde Staten | 2–1   |

Klassement
| nr. | land             | wedstr. w-v | rubbers w-v | sets w-v |
| --- | ---------------- | ----------- | ----------- | -------- |
| 1.  | Tsjechië         | 2–0         | 5–1         | 10–3     |
| 2.  | Verenigde Staten | 1–1         | 4–2         | 8–5      |
| 3.  | Zwitserland      | 0–2         | 0–6         | 2–12     |

#### Groep B
Resultaten
| datum      | landenwedstrijd | landenwedstrijd | landenwedstrijd | score |
| ---------- | --------------- | --------------- | --------------- | ----- |
| 2023-11-07 | Slovenië        | –               | Australië       | 2–1   |
| 2023-11-09 | Australië       | –               | Kazachstan      | 2–1   |
| 2023-11-10 | Kazachstan      | –               | Slovenië        | 2–1   |

Klassement
| nr. | land       | wedstr. w-v | rubbers w-v | sets w-v |
| --- | ---------- | ----------- | ----------- | -------- |
| 1.  | Slovenië   | 1–1         | 3–3         | 9–6      |
| 2.  | Kazachstan | 1–1         | 3–3         | 7–8      |
| 3.  | Australië  | 1–1         | 3–3         | 6–8      |

#### Groep C
Resultaten
| datum      | landenwedstrijd | landenwedstrijd | landenwedstrijd | score |
| ---------- | --------------- | --------------- | --------------- | ----- |
| 2023-11-08 | Canada          | –               | Spanje          | 3–0   |
| 2023-11-09 | Canada          | –               | Polen           | 3–0   |
| 2023-11-10 | Spanje          | –               | Polen           | 2–1   |

Klassement
| nr. | land   | wedstr. w-v | rubbers w-v | sets w-v |
| --- | ------ | ----------- | ----------- | -------- |
| 1.  | Canada | 2–0         | 6–0         | 12–1     |
| 2.  | Spanje | 1–1         | 2–4         | 5–9      |
| 3.  | Polen  | 0–2         | 1–5         | 4–11     |

#### Groep D
Resultaten
| datum      | landenwedstrijd | landenwedstrijd | landenwedstrijd | score |
| ---------- | --------------- | --------------- | --------------- | ----- |
| 2023-11-08 | Italië          | –               | Frankrijk       | 2–1   |
| 2023-11-09 | Italië          | –               | Duitsland       | 3–0   |
| 2023-11-10 | Frankrijk       | –               | Duitsland       | 3–0   |

Klassement
| nr. | land      | wedstr. w-v | rubbers w-v | sets w-v |
| --- | --------- | ----------- | ----------- | -------- |
| 1.  | Italië    | 2–0         | 5–1         | 11–5     |
| 2.  | Frankrijk | 1–1         | 4–2         | 10–6     |
| 3.  | Duitsland | 0–2         | 0–6         | 2–12     |

### Eliminatiefase
|  | halve finale     | halve finale     |  |        | finale           | finale           |
|  |                  |                  |  |        |                  |                  |
|  | 11 november 2023 |                  |  |        |                  |                  |
|  | Tsjechië         | 1                |  |        |                  |                  |
|  | Canada           | 2                |  |        | 12 november 2023 | 12 november 2023 |
|  |                  |                  |  |        | Canada           | 2                |
|  | 11 november 2023 | 11 november 2023 |  | Italië | 0                |                  |
|  | Italië           | 2                |  |        |                  |                  |
|  | Slovenië         | 0                |  |        |                  |                  |